# Маттерхорн (роман)
«Маттерхорн» (англ. Matterhorn) — роман Карла Марлантеса о событиях Вьетнамской войны, показывающий их глазами молодого лейтенанта Корпуса морской пехоты США.

## История
Карл Марлантес, ветеран Вьетнамской войны, работал над книгой 20 лет. Когда книга была опубликована небольшим тиражом, экземпляр попал к Моргану Энтрекину, президенту издательства Grove Atlantic. Энтрекин был так впечатлён, что выкупил остатки тиража и переиздал роман в сокращённом на 300 страниц варианте, представив его прессе.

## Сюжет
Вьетнам, 1969 год. Неопытный лейтенант-срочник Уэйно Меллас прибывает в расположение своего нового подразделения, роты Б («Браво») 1-го батальона 24-го полка корпуса морской пехоты (КМП) США, и вступает в должность командира взвода. Рота обороняет базу огневой поддержки «Маттерхорн» в двух километрах от Лаоса и демилитаризованной зоны. Выходы в патрули в поисках врага не приносят результатов, но командир батальона Симпсон уверен в наличии рядом с Маттерхорном крупных сил противника, и пытается доказать это своему руководству. Помимо боевых, морпехи сталкиваются с бытовыми и социальными проблемами, включая некоторую радикализацию чернокожих солдат.
Прибыв на Маттерхорн, комбат приказывает вместо существующих окопов построить качественные блиндажи. Меллас, используя своё хорошее образование и подготовку, увлечённо помогает другим офицерам спланировать крепкую оборону. Вскоре после этого начинается войсковая операция в равнинной части страны, в районе Камло, и полк вынужден выделить для неё значительную часть своих сил. Симпсон, стремясь доказать свою правоту, снимает оставшуюся в его распоряжении роту Браво с обороны Маттерхорна и отправляет её на поиски врага, в многодневный марш по джунглям без воды и еды. Рота несёт небоевые потери, ротный, первый лейтенант Фитч, игнорирует приказы и давление комбата, требует эвакуации погибших и раненых, доставки еды и воды. Симпсон негодует.
После безрезультатного марша рота Браво возвращается на базу Вандегрифт, где она заступает на дежурство как резервное подразделение на случай тяжёлых боёв. Начальник штаба роты лейтенант Хок получает должность в штабе батальона, а его место в роте занимает Меллас. По тревоге рота отправляется к Маттерхорну, спасать втянутую в бой разведгруппу. После спасения рота получает приказ занять Вертолётный холм, находящийся рядом с Маттерхорном. Холм занят, но комбату не нравится соотношение потерь сторон, и для его исправления он отдаёт следующий приказ: рота Браво должна отбить Маттерхорн у вьетнамцев, занявших построенные морпехами блиндажи. Со значительными потерями это удаётся сделать, но у роты уже нет сил оборонять обе высоты. Морпехи отступают на Вертолётный холм, чем снова вызывают недовольство Симпсона. Они несколько дней без воды и сна, много убитых и умирающих раненых.
Рота оказывается в осаде под плотным огнём противника, и Меллас предполагает наличие вокруг них вражеского полка. Морпехи ждут хорошей погоды, чтобы вертолёты смогли хотя бы доставить воду и боеприпасы, забрать раненых, а ещё лучше — заменить потрёпанную роту на свежую. Командование дивизии также полагает, что роте морпехов противостоит полк ВНА, но оно не спешит её эвакуировать или оставлять в обороне: она должна помешать вражескому полку отступить, пока развёртывается 24 полк КМП США, а для этого должна снова занять Маттерхорн, на котором снова обосновались вьетнамцы. Возможные при этом высокие потери роты оцениваются как незаметные на фоне общего успеха дивизии. Измождённые бойцы начинают отчаянную атаку. Меллас пользуется знанием спланированных им же укреплений, чтобы прорвать оборону врага. Высоту удаётся взять, но от самой роты практически ничего не остаётся. Меллас ранен. Симпсон приказывает вернуться на Вертолётный холм, и рота Браво в третий раз оставляет Маттерхорн. 24-й полк успешно развивает наступление.
Вернувшись из госпиталя в находящуюся на базе роту, Меллас узнаёт, что новым ротным стал Хок, поскольку из-за немилости начальства Фитч отправляется в тыл. В ночь перед возвращением роты Браво в джунгли Хок погибает от рук чёрных радикалов, перепутавших его с бывшим старшиной роты, сержантом-расистом. Пока не прибыл кадровый капитан, Меллас принимает командование ротой.

### Реальные события
Американские военные в 1966—1969 годах действительно часто занимали и покидали высо́ты Маттерс-Ридж, хребта, которому по сюжету принадлежит Маттерхорн. Однако, в реальности хребет не простирается так далеко на запад, а сам Маттерхорн — вымышленная высота. 24-й полк КМП не принимал участия во Вьетнамской войне.

## Критика
Книга получила высокие оценки критиков. По мнению Себастьяна Юнгера «Маттерхорн» — «возможно, одна из самых глубокомысленных и обескураживающих книг о Вьетнамской войне — или о любой войне». Amazon признал роман лучшей книгой месяца и опубликовал эксклюзивную рецензию Марка Боудена, в которой тот называет «Маттерхорн» первой великой книгой о Вьетнамской войне, книгой, которую вряд ли удастся превзойти.